# DeSoto

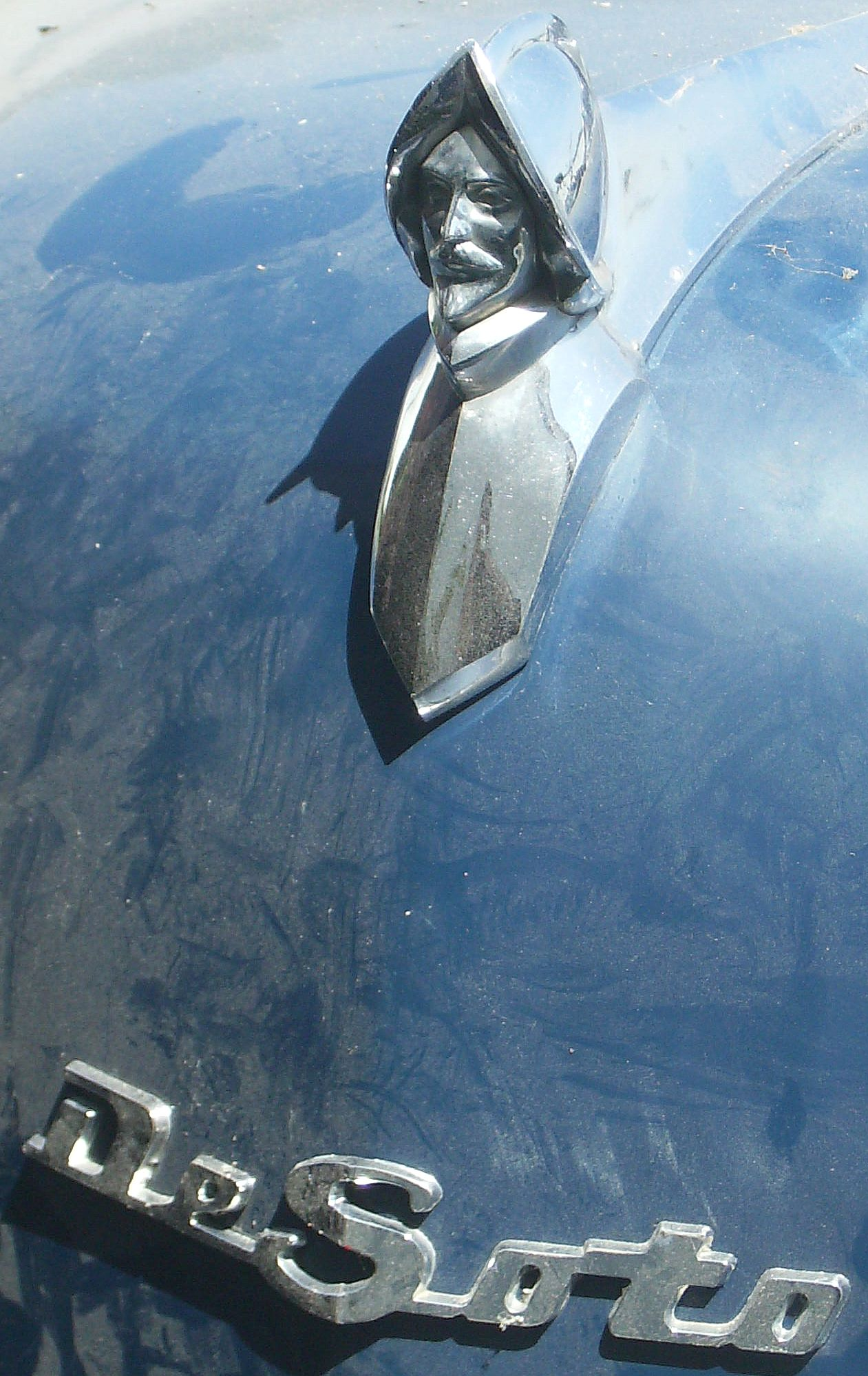
Ornamento e marca DeSoto

DeSoto (ou De Soto) foi uma marca de automóveis americana, fabricado pela Chrysler.
Fundada por Walter Chrysler em 4 de agosto de 1928, a marca era uma homenagem ao explorador espanhol Hernando de Soto. A iniciativa foi uma forma de concorrer com a marca Oakland, da General Motors, e a Erskine da Studebaker - foi criada imediatamente após a conclusão da compra da Dodge, pela Chrysler. Assim, a linha da Chrysler Motor era formada por: Plymouth (entrada), DeSoto (intermediária), Dodge (intermediária de luxo), Chrysler (luxo) e Chrysler Imperial (super luxo), além da linha Fargo para caminhões baratos (havia também caminhões leve DeSoto e Dodge).
Com a recessão do mercado automobilístico americano, iniciado em 1958, e depois de mais de dois milhões de unidades fabricadas, em seus vários modelos, a marca foi extinta, oficialmente, em 30 de novembro de 1960.

## Galeria de fotos

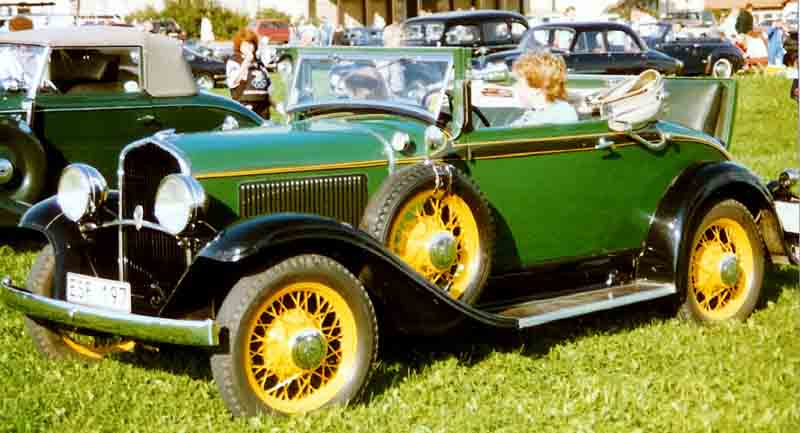
1931 DeSoto UPE Six conversível Coupé
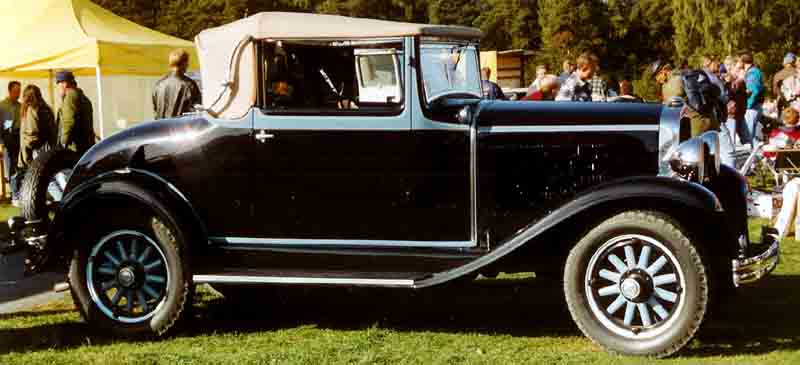
1931 DeSoto Series CF conversível Coupé
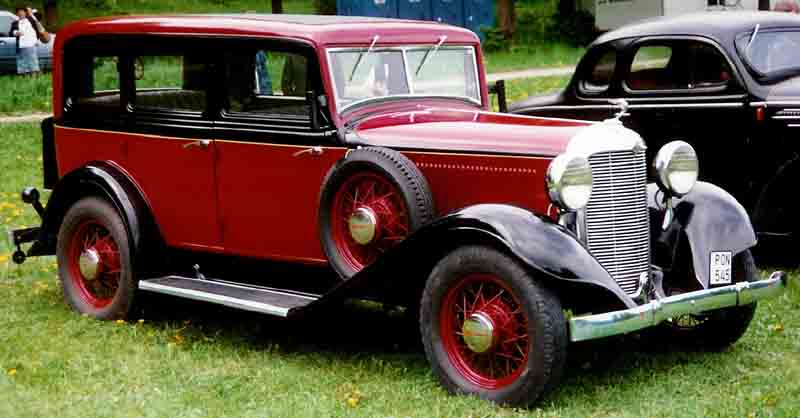
1932 DeSoto 4-portas Sedan
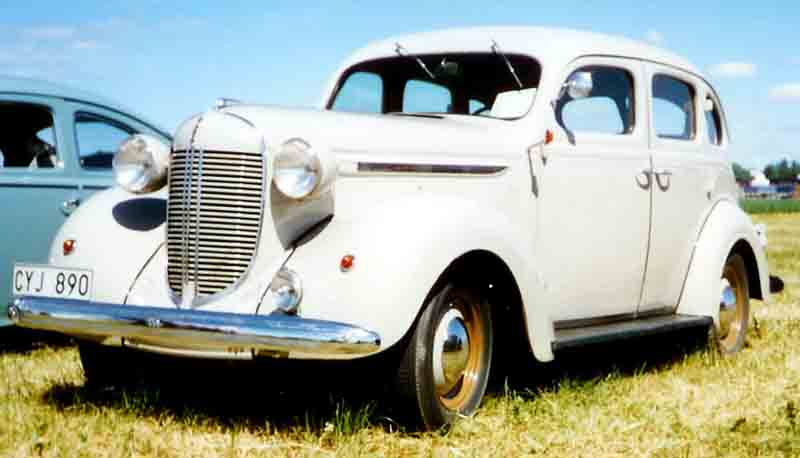
1938 DeSoto 4-portas Sedan
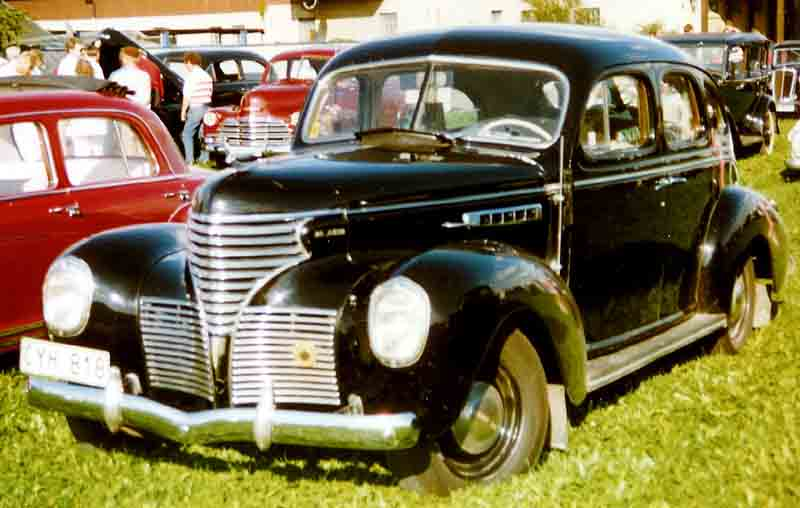
1939 DeSoto Series S-6 Custom De Luxe 4-portas Sedan
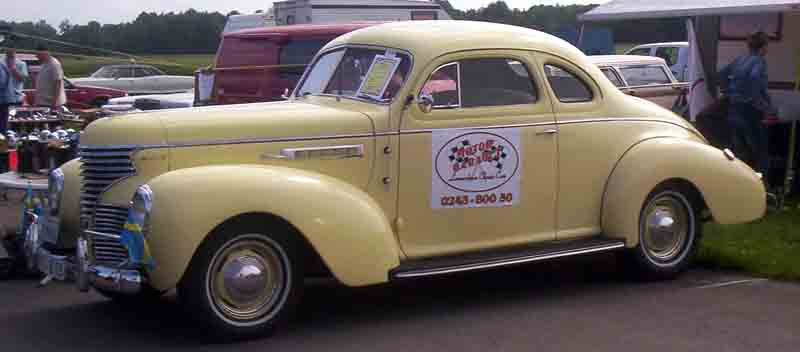
1939 DeSoto Coupé
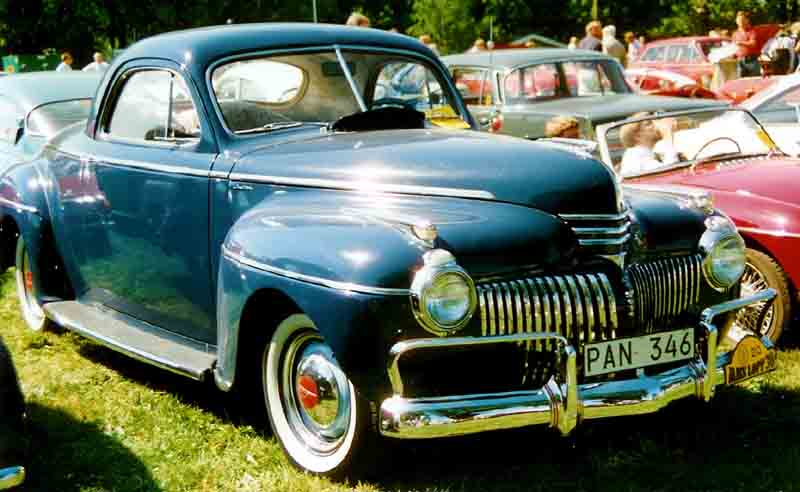
1941 DeSoto Series S-8 Custom Coupé

## Ligação externa
- The Ultimate 1957 DeSoto site
- National DeSoto Club
- Best Cars Web Site. Sorte e azar
- Quatro Rodas. DeSoto Adventurer: o último conquistador
- Quatro Rodas. DeSoto Série K